# Synagoga w Boryni
Synagoga w Boryni – powstała przypuszczalnie w XIX w. Została zniszczona przez Niemców podczas II wojny światowej. Po wojnie nie została odbudowana.